# مانريسا
بلدية مانريزا (بالكاتالانية: Manresa) هي إحدى بلديات مقاطعة برشلونة، والتي تقع في منطقة كاتالونيا، شرق إسبانيا.
يبلغ عدد سكانها 73.140 نسمة وفقاً لإحصائية سنة (2007).

## المناخ
يظهر الجدول التالي التغييرات المناخية على مدار السنة لمانريسا:
| البيانات المناخية لـمانريسا              | البيانات المناخية لـمانريسا | البيانات المناخية لـمانريسا | البيانات المناخية لـمانريسا | البيانات المناخية لـمانريسا | البيانات المناخية لـمانريسا | البيانات المناخية لـمانريسا | البيانات المناخية لـمانريسا | البيانات المناخية لـمانريسا | البيانات المناخية لـمانريسا | البيانات المناخية لـمانريسا | البيانات المناخية لـمانريسا | البيانات المناخية لـمانريسا | البيانات المناخية لـمانريسا |
| الشهر                                    | يناير                       | فبراير                      | مارس                        | أبريل                       | مايو                        | يونيو                       | يوليو                       | أغسطس                       | سبتمبر                      | أكتوبر                      | نوفمبر                      | ديسمبر                      | المعدل السنوي               |
| ---------------------------------------- | --------------------------- | --------------------------- | --------------------------- | --------------------------- | --------------------------- | --------------------------- | --------------------------- | --------------------------- | --------------------------- | --------------------------- | --------------------------- | --------------------------- | --------------------------- |
| الدرجة القصوى °م (°ف)                    | 20.0 (68.0)                 | 23.5 (74.3)                 | 28.9 (84.0)                 | 28.5 (83.3)                 | 35.6 (96.1)                 | 40.0 (104.0)                | 43.0 (109.4)                | 42.5 (108.5)                | 38.0 (100.4)                | 31.9 (89.4)                 | 26.4 (79.5)                 | 20.6 (69.1)                 | 43.0 (109.4)                |
| متوسط درجة الحرارة الكبرى °م (°ف)        | 10.0 (50.0)                 | 13.1 (55.6)                 | 16.7 (62.1)                 | 19.0 (66.2)                 | 23.0 (73.4)                 | 27.3 (81.1)                 | 31.3 (88.3)                 | 30.6 (87.1)                 | 26.5 (79.7)                 | 20.8 (69.4)                 | 14.3 (57.7)                 | 10.5 (50.9)                 | 20.3 (68.5)                 |
| المتوسط اليومي °م (°ف)                   | 4.9 (40.8)                  | 7.0 (44.6)                  | 9.8 (49.6)                  | 12.2 (54.0)                 | 16.3 (61.3)                 | 20.5 (68.9)                 | 23.9 (75.0)                 | 23.7 (74.7)                 | 20.1 (68.2)                 | 14.9 (58.8)                 | 9.2 (48.6)                  | 5.9 (42.6)                  | 14.0 (57.2)                 |
| متوسط درجة الحرارة الصغرى °م (°ف)        | −0.2 (31.6)                 | 0.9 (33.6)                  | 2.9 (37.2)                  | 5.3 (41.5)                  | 9.5 (49.1)                  | 13.6 (56.5)                 | 16.4 (61.5)                 | 16.7 (62.1)                 | 13.7 (56.7)                 | 9.0 (48.2)                  | 4.0 (39.2)                  | 1.3 (34.3)                  | 7.7 (45.9)                  |
| أدنى درجة حرارة °م (°ف)                  | −19.0 (−2.2)                | −11.5 (11.3)                | −9.0 (15.8)                 | −5.0 (23.0)                 | 1.4 (34.5)                  | 5.0 (41.0)                  | 9.0 (48.2)                  | 8.0 (46.4)                  | −3.0 (26.6)                 | −8.0 (17.6)                 | −10.0 (14.0)                | −10.4 (13.3)                | −19.0 (−2.2)                |
| الهطول مم (إنش)                          | 39.2 (1.54)                 | 21.1 (0.83)                 | 31.9 (1.26)                 | 48.6 (1.91)                 | 68.2 (2.69)                 | 53.2 (2.09)                 | 22.9 (0.90)                 | 46.7 (1.84)                 | 65.3 (2.57)                 | 59.1 (2.33)                 | 47.9 (1.89)                 | 42.9 (1.69)                 | 546.9 (21.53)               |
| متوسط الأيام الممطرة                     | 5.8                         | 4.4                         | 4.9                         | 7.6                         | 8.4                         | 6.4                         | 4.0                         | 5.4                         | 6.4                         | 6.6                         | 5.6                         | 5.8                         | 71.1                        |
| المصدر: Servei Meteorològic de Catalunya |                             |                             |                             |                             |                             |                             |                             |                             |                             |                             |                             |                             |                             |

## أعلام
- توني إلياس
- بيرطو روميرو
- نوريا ريال
- ديفيد غارسيا دي لا كروز
- جبريل مورا
- إجناسيو ساستورين